# Costumbrismo literario
El costumbrismo literario es la manifestación que tuvo el movimiento artístico conocido como costumbrismo en la literatura a partir del siglo XIX y refleja los usos y costumbres sociales, en muchas ocasiones sin analizarlos ni interpretarlos críticamente, actitud esta que incumbe más al llamado realismo literario. En su vertiente más popular y menos intelectual, queda limitado a la descripción de lo más aparente y colorista de la vida cotidiana. Presente en la prosa y, en menor medida, el verso, tuvo su máxima expresión en la novela de costumbres y en el género menor denominado cuadro de costumbres en el medio del periodismo. En el teatro, por su parte, si generó la comedia de costumbres y el sainete, como continuación del entremés.

## Historia y origen
Afirmado como género menor en la literatura española e inglesa decimonónica, a lo largo de la historia de la literatura pueden apreciarse diversos precedentes en el tratamiento de temas tradicionales. Su importancia en el contexto del siglo XIX se ha querido explicar como reacción de la burguesía, tras el estallido romántico o incluso dentro de él, ante la posible pérdida de las tradiciones y folclore "arrollados por la Revolución Industrial". Sin embargo fue el progreso generado por esa revolución el que catapultaría al género costumbrista, como explica uno de sus más lúcidos representantes:

No hubiera, pues, llegado nunca el género a entronizarse sino ayudado del gran movimiento literario que la perfección de las artes traía consigo: tales producciones no hubieran tenido oportunidad ni verdad, no contando con el auxilio de la rapidez de la publicación. Los periódicos fueron, pues, los que dieron la mano a los escritores de estos ligeros cuadros de costumbres, cuyo mérito principal debía de consistir en la gracia del estilo.
Mariano José de Larra

Larra sitúa el origen de la moderna literatura de costumbres en Inglaterra, a partir de El Espectador, de Addison.
- Otra punta de lanza del costumbrismo literario fue la nueva posibilidad de viajar, pasión romántica que generó el modelo literario descriptivo de los libros de viajes, más preocupado muchas veces por lo pintoresco y lo tópico, por la simple impresión o emoción, que por el análisis crítico o el estudio etnográfico.[5]

### Los cuadros de costumbres
Los cuadros de costumbres, llamados también artículos de costumbres son bocetos cortos en los que se pintan costumbres, usos, hábitos, tipos característicos o representativos de la sociedad, paisaje, diversiones y hasta animales, unas veces con el ánimo de divertir (cuadros amenos) y otras con marcada intención de crítica social y de indicar reformas con dimensión moralizadora. Con el antecedente en el siglo XVII de Juan de Zabaleta, en el siglo XIX destaca el cuadro de costumbres transido de queja de Mariano José de Larra, el más sosegado de Ramón Mesonero Romanos y el lírico de Serafín Estébanez Calderón. Se escribieron grandes compilaciones colectivas de estas piezas que describían tipos y profesiones populares, como Los españoles pintados por sí mismos (1843-1844), recopilación que contiene noventa y ocho artículos de cincuenta y un autores. Su éxito dio lugar a colecciones parecidas:
- El álbum del bello sexo o las mujeres pintadas por sí mismas (1843)
- Los cubanos pintados por sí mismos (1852)
- Los mexicanos pintados por sí mismos (1854)
- Los valencianos pintados por sí mismos (1859)
- Las españolas pintadas por los españoles (1871-1872)
- Las mujeres españolas, portuguesas y americanas (1872, 1873, 1876), etc.
- Los españoles de hogaño (1872)
- El álbum de Galicia. Tipos, costumbres y leyendas (1897).

### La novela costumbrista
Algunos estudios aceptan como novelas costumbristas en el periodo decimonónico español: Sotileza, Peñas arriba de José María de Pereda, La gaviota de Fernán Caballero, la Pepita Jiménez de Juan Valera, La hermana San Sulpicio de Armando Palacio Valdés, y determinados pasajes en la obra de Benito Pérez Galdós. Y ya en el siglo xx, ejemplos como La casa de la Troya o Currito de la Cruz de Alejandro Pérez Lugín y el conjunto de la obra de Pedro de Répide, entre otros.

### La comedia costumbrista
La comedia de costumbres aparece en el siglo XIX español de la mano de autores románticos como Manuel Eduardo de Gorostiza (Contigo, pan y cebolla) y Manuel Bretón de los Herreros (A la vejez, viruelas (1824), A Madrid me vuelvo (1828), El pelo de la dehesa (1837) o Muérete ¡y verás! (1840). La fórmula prosperó y se popularizó a principios del siglo XX en la obra de los hermanos Serafín y Joaquín Álvarez Quintero y los sainetes de Carlos Arniches (Del Madrid castizo). 

### Costumbrismo en la literatura inglesa
En Inglaterra fueron escritores costumbristas Richard Steele (1672-1729), que publicó su revista costumbrista The Tatler, y Joseph Addison (1672-1719), quien en unión del anterior fundó The Spectator; ambos han sido considerados los inventores de lo que ellos mismos llamaron Essay or sketch of manners.

### Costumbrismo literario en Francia
La literatura francesa, tras las traducciones de Pierre de Marivaux (1688-1763) y los ensayos de Louis Sébastien Mercier (1740-1814), tiene como un representante del género costumbrista al abate Étienne de Jouy (1764 - 1846), cuya obra, que influyó notablemente la del costumbrista español Mariano José de Larra, apareció en la Gazette de France entre los años 1811 y 1817. Así mismo está Paul-Louis Courier (1772-1825), menos conocido entre los españoles pero tan importante como Jouy.

### Costumbrismo literario en España
Una de las características del arte español, especialmente en su literatura, es su tendencia al Realismo, que empieza a perfilarse ya incluso en el primer texto escrito conservado de su literatura narrativa, el Cantar de Mio Cid, y se prolonga a través del elemento popular que impregna el Libro de Buen Amor, La Celestina, el Lazarillo o el mismo Don Quijote.
Como uno de los elementos que constituyen este complejo rasgo, el costumbrismo empieza a desarrollarse en España sobre todo en el siglo XVII a causa de las directrices popularizantes que vienen desde el Concilio de Trento y la Contrarreforma y el cierre de fronteras culturales decretado por Felipe II. Vemos así a pintores como Caravaggio tomar como modelos a personas y ambientes populares nada presuntuosos que permiten al pueblo identificarse con un tipo de religiosidad más cercana. Vemos tipos populares en cuadros de Diego Velázquez y Bartolomé Esteban Murillo, y el costumbrismo se convierte en uno de los elementos que forman géneros literarios satíricos como la novela picaresca y cómicos como el entremés; se considera, por lo general, que son Juan de Zabaleta, Francisco Santos, Antonio Liñán y Verdugo y Bautista Remiro de Navarra los primeros escritores barrocos costumbristas que se especializaron en este tipo de temas.
El entremés se transforma en sainete en el siglo XVIII, con autores tan importantes como Ramón de la Cruz, especializado en un cierto madrileñismo, y Juan Ignacio González del Castillo, quien reproduce tipos y costumbres gaditanas. En el setecientos algunos pintores empiezan a fijarse en costumbres y tipos populares a través de modas como el majismo, y Francisco de Goya en sus cartones para tapices o en sus grabados sobre tauromaquia y la familia Bécquer, con sus escenas populares sevillanas, llegan a crear toda una escuela de pintura consagrada a las costumbres andaluzas, formada por José Domínguez Bécquer (1805–1841), padre del famoso poeta y del pintor Valeriano Bécquer (1833–1870), cuyo primo fue también pintor costumbrista: Joaquín Domínguez Bécquer (1817–1879). Por otra parte en los ambientes culturales se contraponía al cosmopolitismo y el afrancesamiento de la Ilustración el Casticismo, una tendencia a fijar un patrón nacional, natural y popular para el estilo literario con fundamento en la tradición autóctona.
En el siglo XIX ese elemento adquiere independencia por medio del elemento subjetivo que impregna el Romanticismo, haciendo que se renueve el interés por la identidad colectiva o volkgeist (carácter nacional o popular) por medio del Nacionalismo y el Regionalismo, plasmándose en géneros a propósito como el artículo o cuadro de costumbres, cultivado en la prensa y luego recogido en colecciones individuales o colectivas por autores como Sebastián Miñano y Bedoya, Mariano José de Larra, Ramón de Mesonero Romanos y Serafín Estébanez Calderón, entre muchos otros, y la novela de costumbres, pero también en el teatro a través del género chico, y aparece como elemento no despreciable en las novelas del Realismo (Fernán Caballero, José María de Pereda, Benito Pérez Galdós, Emilia Pardo Bazán y Juan Valera. En el Naturalismo destaca por sus novelas de ambientación valenciana Vicente Blasco Ibáñez, quien halla correlato en las vistosas y deslumbrantes pinturas valencianas de Joaquín Sorolla. Otro género literario, el libro de viajes, cultivado tanto por autores nacionales como extranjeros, es también hijo de la curiosidad que siente la época por todo lo relacionado con las costumbres pintorescas.
El costumbrismo invade la zarzuela decimonónica y un cierto tipo de teatro por horas heredero del entremés. La nacida ciencia del folklore, que estudia de forma científica las tradiciones populares, se ocupa en recopilar, clasificar y estudiar lírica tradicional, Cuentos, coplas, música, juegos, supersticiones y creencias, refranes, artesanía, gastronomía, ceremonias, ritos, Tradiciones populares, fiestas, leyendas, canciones, bailes y romances vulgares, materia en la que destacan algunos eruditos como Agustín Durán, Antonio Machado Álvarez, Francisco Rodríguez Marín, Eusebio Vasco y muchos otros. En la literatura este interés por la literatura popular se vierte a través del llamado Neopopularismo de los siglos XIX y XX. En el siglo XIX se llega a escribir literatura seria en dialectos como el extremeño (José María Gabriel y Galán, Luis Chamizo), asturiano o incluso el murciano. 
Ya en el siglo XX destacan por sus comedias costumbristas andaluzas los hermanos Quintero y por sus piezas madrileñas Carlos Arniches; el elemento costumbrista aparece como primordial en el pintor y escritor expresionista José Gutiérrez Solana, uno de los pocos escritores costumbristas que no ensalza lo popular y se muestra crudamente crítico en, por ejemplo, su La España negra (1920), contra las pinturas complacientes de Julio Romero de Torres (sin embargo, de fondos expresionistas) o más equilibradas de Ignacio Zuloaga; sin embargo, a partir de la Guerra Civil, este costumbrismo involuciona identificándose con el superficial y acrítico pintoresquismo de los viajeros europeos a España del siglo XIX y con un empobrecedor reduccionismo andalucista que venía bien a la necesidad económica de fomentar el Turismo, especialmente en el cine, donde se llegó a denominar este tipo de productos como españoladas. Se salvan, sin embargo, algunos autores de preguerra y de posguerra, que siguen la tradición dedimonónica del cuadro de costumbres, un grupo de los cuales, encabezado por Ramón Gómez de la Serna (Elucidario de Madrid, El Rastro) gira en torno al llamado madrileñismo, como Eusebio Blasco (1844-1903), Pedro de Répide (1882-1947), Emiliano Ramírez Ángel (1883-1928), Luis Bello o, ya en la posguerra, Federico Carlos Sainz de Robles. En cuanto al andalucismo, la caudalosa vena decimonónica se renueva con escritores como José Nogales (1860-1908), Salvador Rueda (1857-1933), Arturo Reyes (1864-1913) y otros. Más valor y tintes sombríos posee el costumbrismo de la llamada Generación del 98, que busca en sus viajes la España real frente a la España oficial: Miguel de Unamuno escribe De mi país (1903), Pío Baroja su Vitrina pintoresca (1935), acogiendo en sus trilogías vascas costumbres de esa comarca, al igual que en sus aguafuertes y literatura su hermano Ricardo Baroja; Azorín se asoma al paisaje castellano y andaluz (Los pueblos, Alma española, Madrid. Guía sentimental...).  Posteriormente, solo parecen haber contado con el elemento costumbrista autores como Camilo José Cela, creador de un nuevo tipo de cuadro de costumbres, el «esbozo carpetovetónico», cercano al esperpento, y autores como Francisco Candel, Ramón Ayerra o Francisco Umbral, autor este último de un cierto tipo de costumbrismo antiburgués de esplendoroso estilo.

## Costumbrismo literario en Hispanoamérica
La novela costumbrista tuvo su desarrolló en dos tendencias, asociadas al criollismo y al anticriollismo.[cita requerida] Así, en México o en Colombia, donde el costumbrismo se inserta también en el campo de otras novelas, no específicamente costumbristas. Por ejemplo, es notorio el peso que elementos de esta naturaleza tienen en una novela sentimental como María, de Jorge Isaacs. Por su parte, el artículo de costumbres, muy popular y de amplia difusión, recrea cuadros de costumbres de acendrado localismo en sus tipos y lengua, énfasis en el enfoque de lo pintoresco, ocasionalmente contenedor de una sátira y crítica social con intención de reforma, y otras veces reproducción casi fotográfica de la realidad (con escenas a veces muy crudas y vocabulario rudo y hasta grosero). Resultaba común que la obra costumbrista americana, en su afán de reflejar de la manera más fiel posible una realidad, abundara en localismos. En Perú pueden recordarse los nombres de Manuel Ascencio Segura y Felipe Pardo y Aliaga.